# Lista de aeroportos no Amazonas
Lista de aeroportos do Amazonas, constando o nome oficial do aeroporto, o código IATA e/ou o código ICAO e o município onde tal aeroporto se encontra:
- Aeroporto Internacional Eduardo Gomes (MAO/SBEG) - Manaus
- Aeroporto Internacional de Tabatinga (TBT/SBTT) - Tabatinga
- Aeroporto Ponta Pelada / Base Aérea de Manaus (PLL/SBMN) - Manaus
- Aeroporto de Flores (SWFN) - Manaus
- Aeroporto Julio Belem (PIN/SWPI) - Parintins
- Aeroporto de Tefé (TFF/SBTF) - Tefé
- Aeroporto de Apuí (SWYN) - Apuí
- Aeroporto Palmeiras do Javali (SWJV) - Atalaia do Norte
- Aeroporto de Barcelos (BAZ/SWBC) - Barcelos
- Aeroporto de Barreirinha (SWBI) - Barreirinha
- Aeroporto Novo Campo (BCR/SWNK) - Boca do Acre
- Aeroporto de Borba (RBB/SWBR) - Borba
- Aeroporto de Coari (CIZ/SWKO) - Coari
- Aeroporto de Porto Urucu (SBUY) - Coari
- Aeroporto de Carauari (CAF/SWCA) - Carauari
- Aeroporto de Eirunepé (ERN/SWEI) - Eirunepé
- Aeroporto de Fonte Boa (FBA/SWOB) - Fonte Boa
- Aeroporto de Humaitá (HUW/SWHT) - Humaitá
- Aeroporto de Iauaretê (SBYA) - Iauaretê
- Aeroporto de Itacoatiara (ITA/SBIC) - Itacoatiara
- Aeroporto Bittencourt (SWJP) - Japurá
- Aeroporto de Lábrea (LBR/SWLB) - Lábrea
- Aeroporto de Manicoré (MNX/SBMY) - Manicoré
- Aeroporto de Maués (MBZ/SWMW) - Maués
- Aeroporto de Moura (SWOW) - Moura
- Aeroporto de Nova Olinda do Norte (SWNO) - Nova Olinda do Norte
- Aeroporto de Novo Aripuanã (NVP/SWNA) - Novo Aripuanã
- Aeroporto de Pauini (SWUI) - Pauini
- Aeroporto de Tapuruquara (IRZ/SWTP) - Santa Isabel do Rio Negro
- Aeroporto Ipiranga (IPG/SWII) - Santo Antônio do Içá
- Aeroporto de São Gabriel da Cachoeira (SJL/SBUA) - São Gabriel da Cachoeira
- Aeroporto Senadora Eunice Michiles (OLC/SDCG) - São Paulo de Olivença
- Aeroporto de Urucará (SWKK) - Urucará